# Johannes Hevelius
Johannes Hevelius, forma latinizada de Jan Heweliusz (28 de enero de 1611–28 de enero de 1687), fue un astrónomo de Polonia. Ha sido llamado el padre de la topografía lunar.

## Biografía

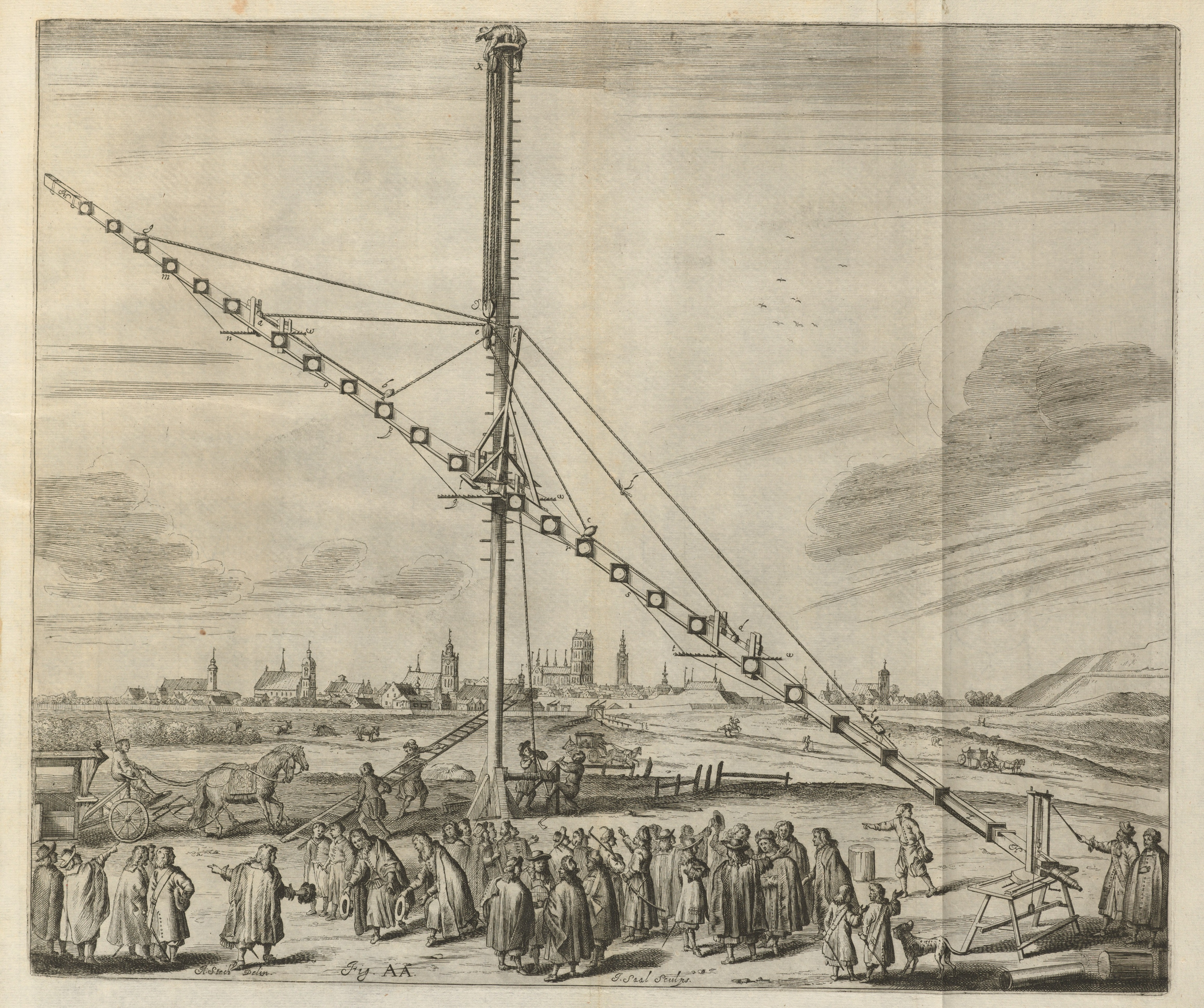
Xilografía del telescopio de 46 m de distancia focal de Hevelius

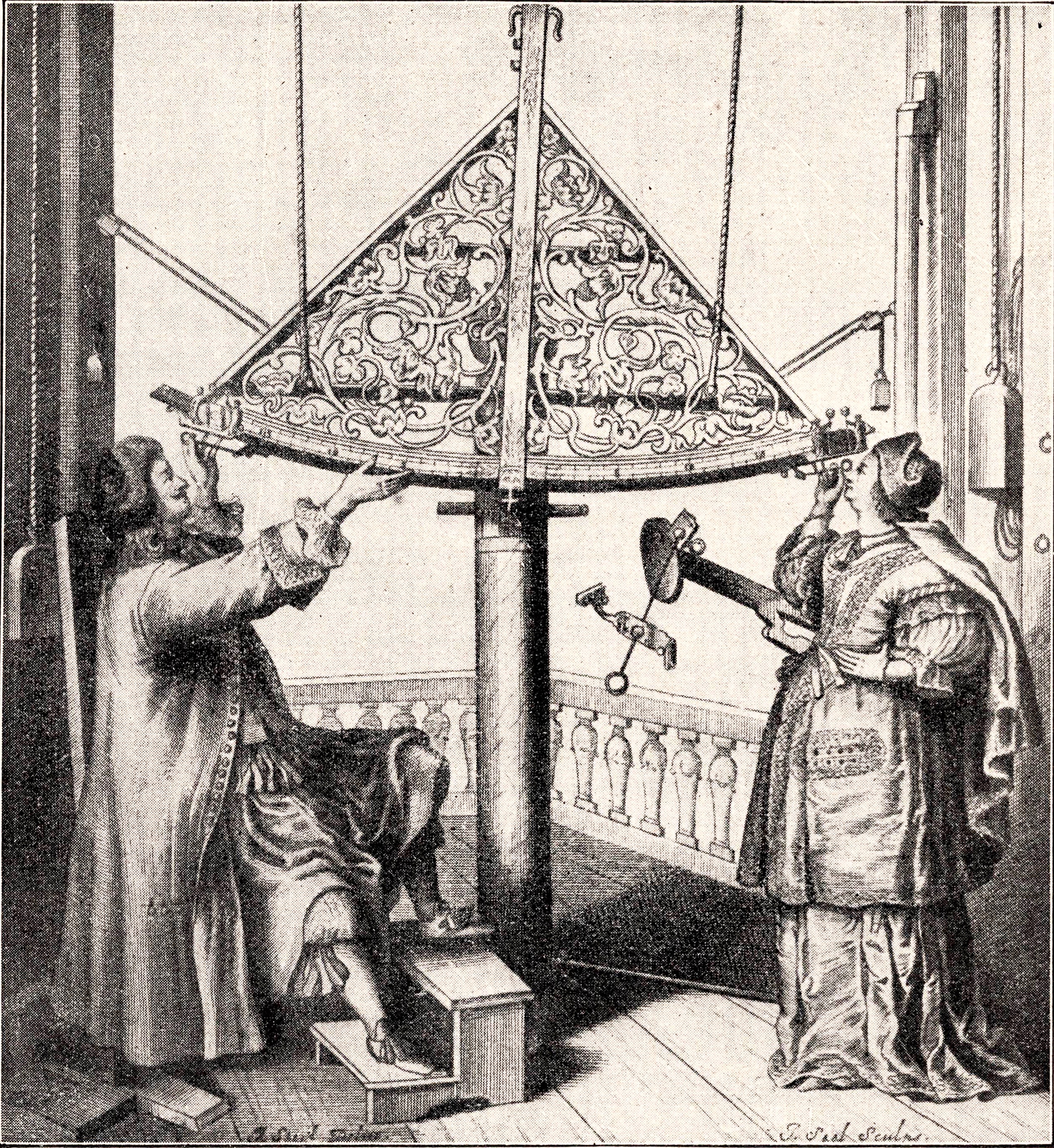
Hevelius y su mujer Elisabeth realizando observaciones

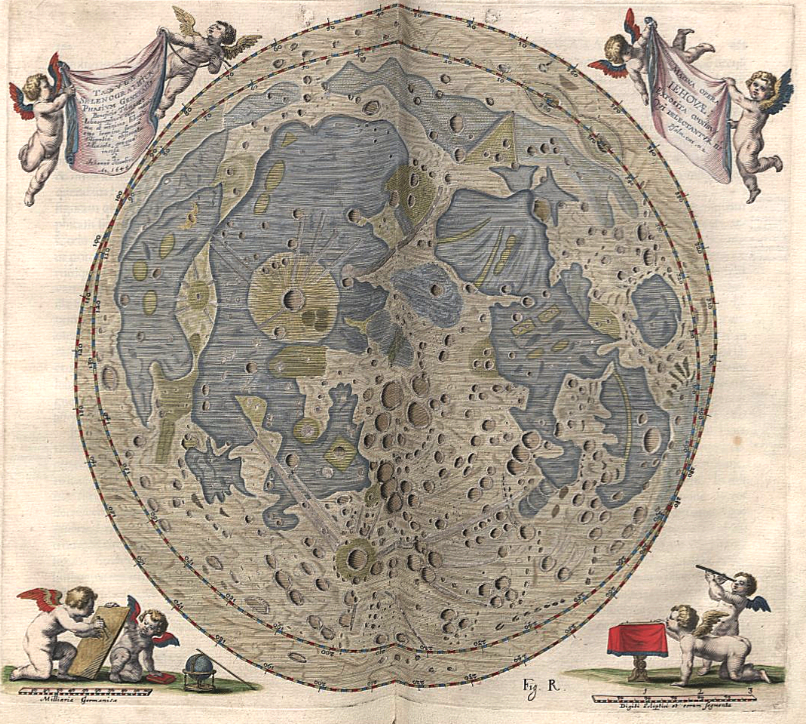
Mapa lunar de Hevelius (1645)

Hevelius nació en Danzig (hoy Gdansk), una ciudad de la Mancomunidad polaco-lituana (o Regnum Serenissimum Poloniae; Estado que unificaba las coronas de Polonia y Lituania, durante los siglos XVII y XVIII); hijo de una familia de comerciantes ricos de origen checo. En 1630, estudió jurisprudencia en la Universidad de Leiden; luego viajó por Inglaterra y Francia, hasta posteriormente establecerse en su pueblo natal, donde trabajó como cervecero y consejero municipal. Desde 1639, su interés se centró más en la astronomía, aunque se mantuvo activo en los asuntos municipales. En 1641 construyó un observatorio en su propia residencia, el cual llegó a incluir un telescopio abierto de 150 pies (45.72 m) de longitud focal construido por él mismo. Dicho observatorio fue visitado por el rey Juan II Casimiro Vasa y su esposa, la reina María de Gonzaga, el 29 de enero de 1660.
Este astrónomo polaco llevó a cabo observaciones de las manchas solares (1642-1645), descubrió la libración lunar y dedicó cuatro años a cartografiar la superficie de la Luna, publicando sus hallazgos en Selenographia (1647), un trabajo que le ha valido el título de fundador de la topografía lunar. Igualmente, descubrió cuatro cometas (1652, 1661, 1672 y 1677), y sugirió que los mismos viajaban en órbitas parabólicas alrededor del Sol.
Elaboró un catálogo de estrellas a la manera de Tycho Brahe, visualmente, llegando a tabular la posición exacta de 1564 de ellas. Más tarde este catálogo ocasionaría un incidente con otros miembros de la Royal Society británica, quienes tuvieron que enviar a Halley a su observatorio para comprobar sus métodos de trabajo.
El 26 de septiembre de 1679, su observatorio e instrumentos astronómicos fueron destruidos por un fuego malintencionado (según el propio Hevelius describió en el prefacio a su trabajo de 1685, Annus climactericus). No obstante, se esforzó por reconstruir gran parte de las instalaciones, lo que le permitió observar el gran cometa de diciembre de 1680. Toda esta nefasta situación quebrantó su salud y murió el 28 de enero de 1687.

## Algunas obras de Hevelius
- Selenographia, sive Lunae descriptio (1647)
- Historiola Mirae (1662)
- Prodromus cometicus (1665)
- Cometographia (1668)
- Machina coelestis: la primera parte, publicada en 1673, contenía una descripción de sus instrumentos; la segunda, de (1679), hoy es considerada un libro raro, pues casi toda la tirada fue destruida en la conflagración de 1679.
- Annus climactericus (1685)
- Prodromus astronomiae (1690): un catálogo de 1564 estrellas, publicado póstumamente.
- Firmamentum Sobiescianum (1690): un atlas estelar de 56 hojas, en el que incluía siete nuevas constelaciones (reconocidas hoy en día).

## Reconocimientos
- El cráter lunar Hevelius lleva este nombre en su honor.
- El asteroide (5703) Hevelius lleva este nombre en su honor.